# Harhoog
A Harhoog  dolmen egy megalitikus síremlék, amely Németország Schleswig-Holstein tartományában található Sylt szigetén. A tölcsérserleges (Trichterbecher) kultúra ezen emlékhelye a kőrézkorban, Kr. e. 3000 évvel keletkezett. 1954-ben egy repülőtér építése miatt a megalitot elszállították jelenlegi helyére. 
A közelben található a Tipkenhoog temetkezési domb.

## Fordítás
- Ez a szócikk részben vagy egészben  a   Harhoog című angol Wikipédia-szócikk ezen változatának fordításán alapul.  Az eredeti cikk szerkesztőit annak laptörténete sorolja fel. Ez a jelzés csupán a megfogalmazás eredetét és a szerzői jogokat jelzi, nem szolgál a cikkben szereplő információk forrásmegjelöléseként.
- Ez a szócikk részben vagy egészben  a   Harhoog című dán Wikipédia-szócikk ezen változatának fordításán alapul.  Az eredeti cikk szerkesztőit annak laptörténete sorolja fel. Ez a jelzés csupán a megfogalmazás eredetét és a szerzői jogokat jelzi, nem szolgál a cikkben szereplő információk forrásmegjelöléseként.